# Takashi Rakuyama
Takashi Rakuyama (født 11. august 1980) er en tidligere japansk fodboldspiller.
Han har spillet for flere forskellige klubber i sin karriere, herunder JEF United Chiba og Sanfrecce Hiroshima.